# Хой (град)
Вижте пояснителната страница за други значения на Хой.
Хой (на персийски: خوی‎; на азербайджански: خوی‎) е град в Североизточен Иран, провинция Западен Азербейджан с население от 198 845 души (2016 г.).
Повечето жители са азери, но има и кюрди.
Основният поминък е в селското стопанство.